# Pteroneta ultramarina
Pteroneta ultramarina es una especie de arañas araneomorfas de la familia Clubionidae.

## Distribución geográfica
Es endémica de las islas Ryūkyū (Japón).